# Station Leatherhead
Leatherhead is een spoorwegstation van National Rail in Leatherhead, Mole Valley in Engeland. Het station is eigendom van Network Rail en wordt beheerd door Southern. Het station is geopend in 1867.

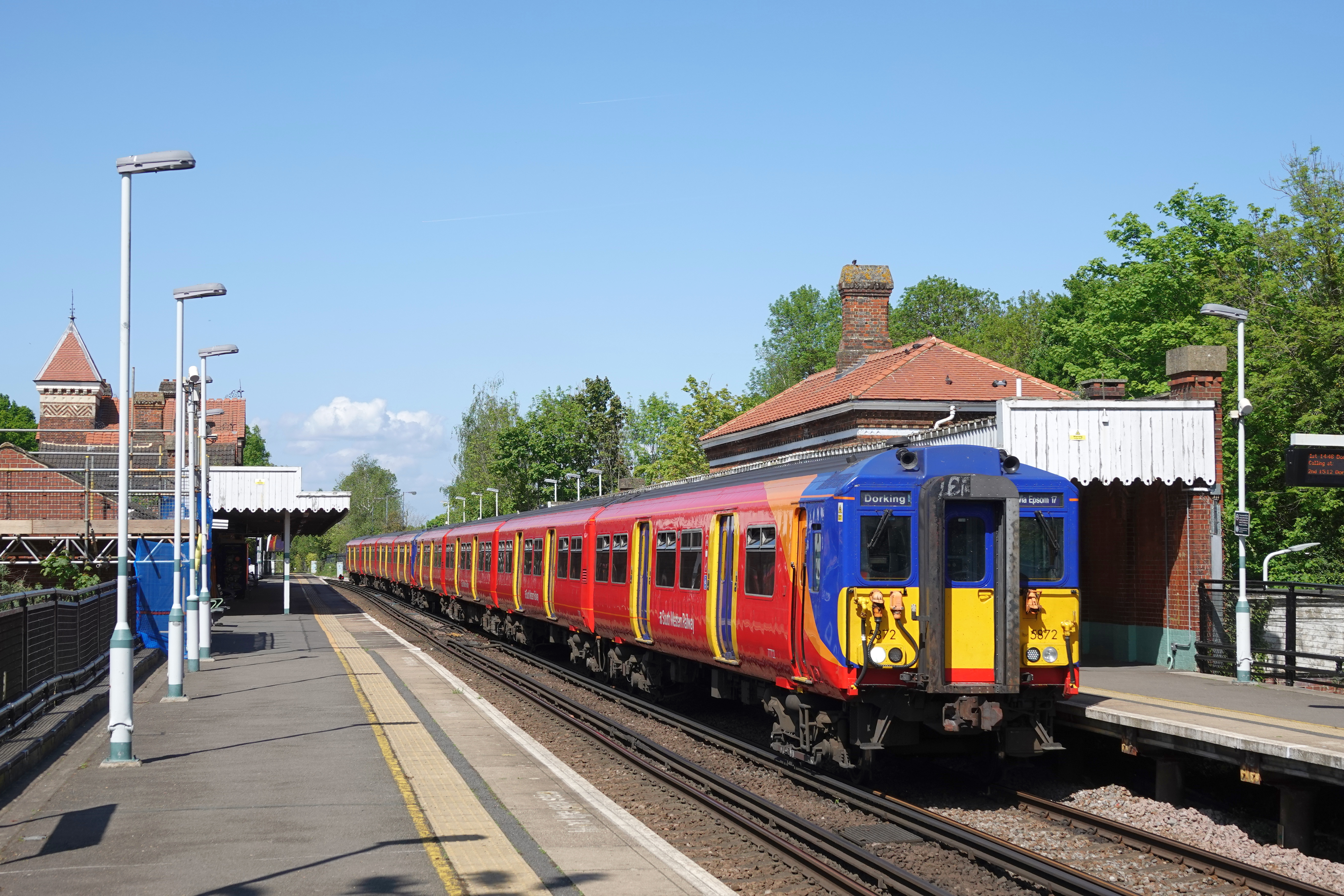
Treinstel class 455 in het station